# Windhuk

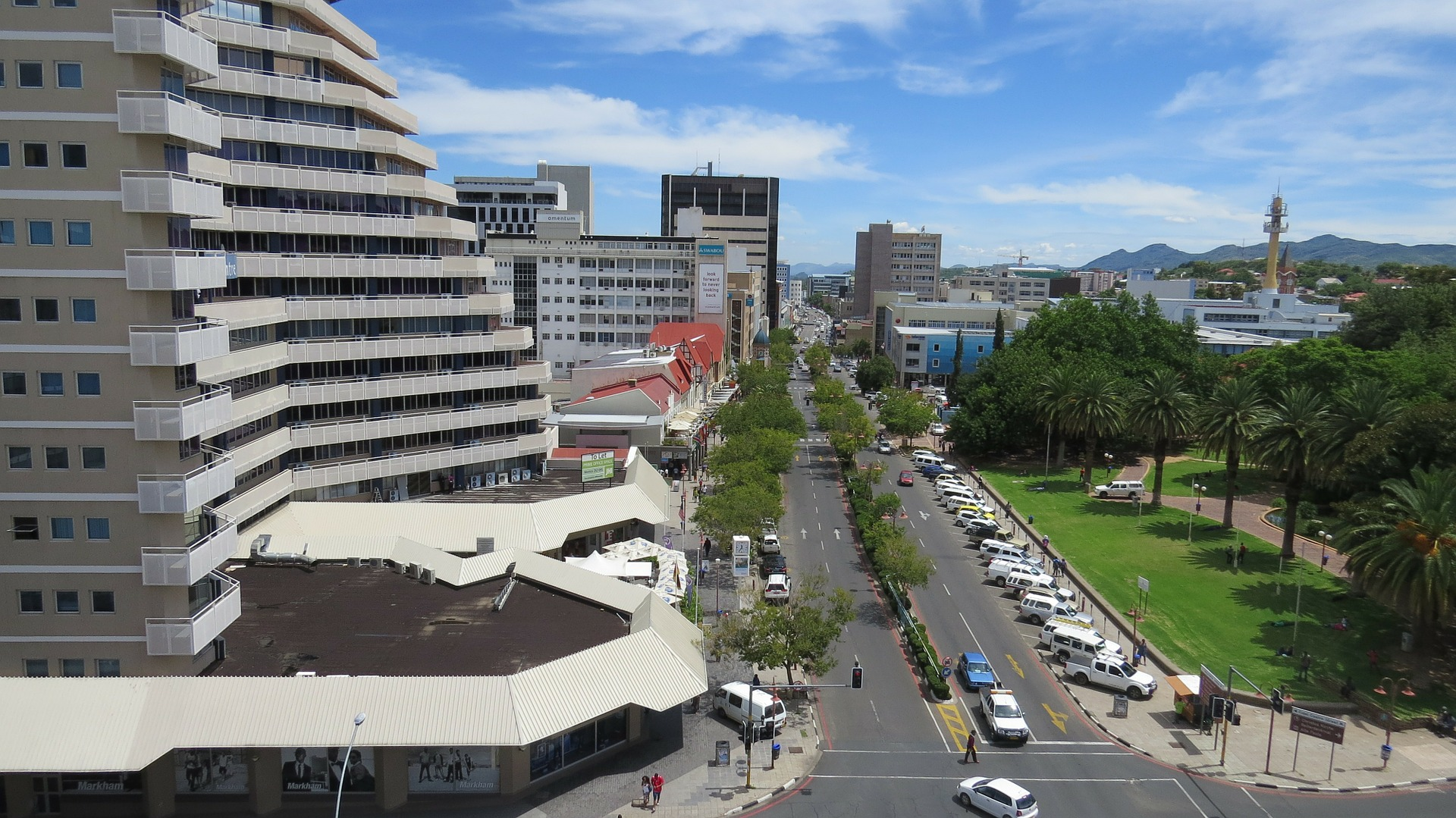
Centrum miasta

Windhuk (ang. Windhoek, wym. ˈvɪnt.hʊk; afr. Windhoek, wym. ˈvəntˌɦuk; niem. Windhuk) – miasto położone w środkowej Namibii na wysokości 1655 m n.p.m., jest największym miastem w kraju i jego centrum politycznym, kulturalnym, gospodarczym, finansowym i społecznym. Stolica Namibii i regionu Khomas. Według spisu w 2023 roku liczy 486,2 tys. mieszkańców. 

## Historia

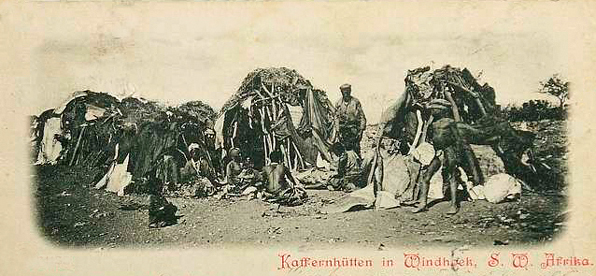
Windhuk w XIX wieku

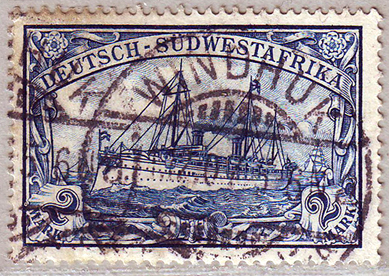
Znaczek Niemieckiej Afryki Południowo-Zachodniej ze stemplem Windhuk

W 1840 Jonker Afrikaner założył osadę Orlam w miejscu, w którym znajduje się obecnie Windhuk. On i jego zwolennicy przebywali w pobliżu jednego z głównych gorących źródeł, położonych w dzisiejszych przedmieściach Klein Windhoek. Zbudował murowany kościół na 500 osób używany również jako szkoła. Zostały założone ogrody i pola uprawne. Dwóch misjonarzy: Carl Hugo Hahn i Franz Heinrich Kleinschmidt z Rheinische Missionsgesellschaft rozpoczęło tam pracę pod koniec roku 1842. Dwa lata później dwóch metodystów – Richard Haddy i Joseph Tindall – zostało zaproszonych przez Jonkera, aby zmienić Hahna i Kleinschmidta, którzy nie zgadzali się z polityką Jonkera. Przez pewien czas Windhuk dobrze prosperowało, ale wojny między narodami Nama i Herero w końcu zniszczyły osadę. Po długiej nieobecności, Hahn odwiedził ponownie Windhuk w 1873 roku i był przerażony widząc, że nic nie pozostało z dawnego miasta. W czerwcu 1885 roku, szwajcarski botanik znalazł tylko szakale i głodne perliczki wśród zaniedbanych drzew owocowych.
W 1878 roku Wielka Brytania zaanektowała Walvis Bay i włączyła ją do Kolonii Przylądkowej w 1884, ale nie rozszerzyła swoich wpływów na wnętrze lądu. Żądania kupców z Zatoki Lüderitza doprowadziły w 1884 roku do deklaracji niemieckiego protektoratu nad tym, co nazwano Niemiecką Afryką Południowo-Zachodnią w 1884. Granice niemieckiej kolonii zostały ustalone w 1890 roku, a Niemcy przesłały korpus ochronny, pod dowództwem majora Curt von François, aby utrzymać porządek. Garnizon von François stacjonował w Windhuk, strategicznie położonym jako bufor między narodami Nama i Herero. Dwanaście gorących źródeł dostarczało pod dostatkiem wody do uprawy roślin.
Kolonialny Windhuk powstał w dniu 18 października 1890 roku, kiedy von François położył kamień węgielny pod fort, który jest obecnie znany jako Alte Feste (Stary gród). Po 1907 roku rozwój miasta przyspieszył poprzez migrację rdzennych mieszkańców ze wsi do rosnącego miasta w poszukiwaniu pracy. Coraz więcej europejskich osadników przybywało z Niemiec i Republiki Południowej Afryki. Zostały założone firmy na Kaiser Street (obecnie Alei Niepodległości) wzdłuż grzbietu górskiego dominującego nad miastem. W tym czasie w Windhuk zostały wybudowane trzy zamki: Heinitzburg, Sanderburg i Schwerinsburg.
Niemiecka epoka kolonialna dobiegła końca podczas I wojny światowej, gdy wojska południowoafrykańskie zajęły Windhuk w maju 1915 roku w imieniu Imperium Brytyjskiego. W ciągu następnych pięciu lat, południowoafrykański rząd wojskowy administrował Afryką Południowo-Zachodnią. Obszar ten został przydzielony do Wielkiej Brytanii jako terytorium mandatowe przez nowo-utworzoną Ligę Narodów, a Afryka Południowa administrowała nim. Rozwój miasta zatrzymał się. Po II wojnie światowej, rozwój Windhuk stopniowo nabierał rozpędu z uwagi na dostęp do coraz większego kapitału stymulującego gospodarkę.
Po 1955 roku zostały podjęte duże projekty publiczne, takie jak budowa nowych szkół i szpitali, wytyczenie dróg miejskich (projekt rozpoczęty w 1928 roku od Kaiser Street) oraz budowę tamy i wodociągów. Miasto w 1958 roku uruchomiło pierwszy na świecie zakład odzyskiwania i uzdatniania wody do postaci pitnej ze ścieków.
Windhuk pro forma otrzymało prawa miejskie 18 października 1965 z okazji 75-lecia powtórnego założenia miasta przez von François.
Od czasu uzyskania niepodległości w 1990 roku, Windhoek pozostał stolicą kraju, a także stolicą prowincji centralnej Khomas.
W 2022 roku w Windhuk usunięto pomnik von François. Posąg stał w centrum miasta od października 1965 roku, kiedy odsłonięto go podczas obchodów 75-lecia założenia Windhoek pod niemieckimi rządami kolonialnymi.

## Gospodarka
Rozwinął się przemysł wełniany, mięsny, metalowy i chemiczny. Ośrodek regionu hodowli owiec karakułowych. W pobliżu miasta znajdują się duże złoża rud miedzi.

## Transport
Windhuk jest węzłem kolejowo-drogowym. W mieście dobrze rozwinięta jest sieć autobusowa. 42 km na wschód od miasta leży Windhoek International Airport, z którego usług korzysta rocznie 400 000 osób. Jest to jedyny międzynarodowy port lotniczy w Namibii. Ma regularne połączenia z takimi miastami jak Londyn, Frankfurt nad Menem czy Monachium. Oprócz tych portów ma połączenia także z 50 innymi miastami. Startują stąd samoloty między innymi South African Airways, LTU International czy Air Namibia. Drugim portem lotniczym jest Windhuk-Eros obsługującym głównie prywatne samoloty.

## Galeria

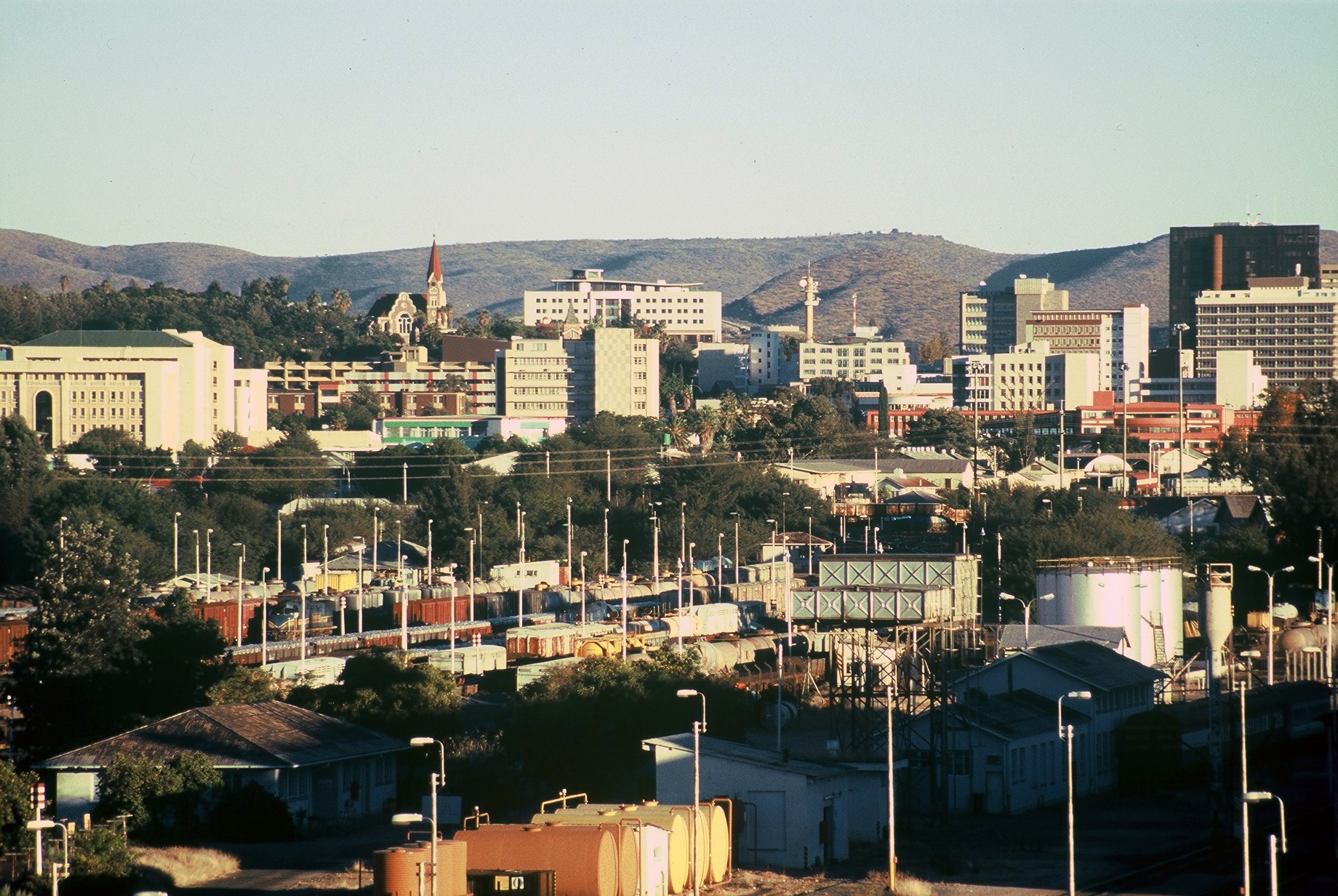
Windhuk
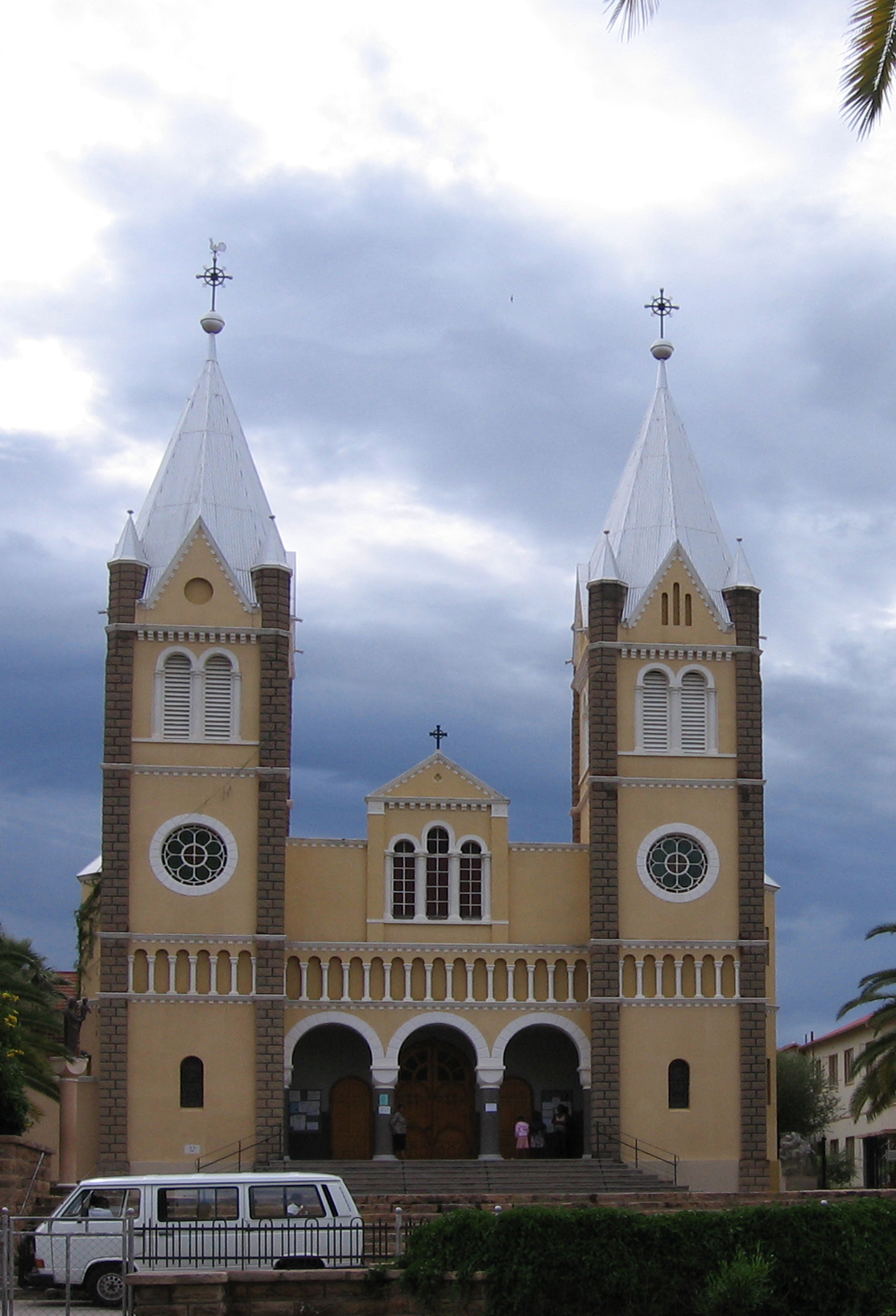
Kościół rzymskokatolicki Najświętszej Marii Panny
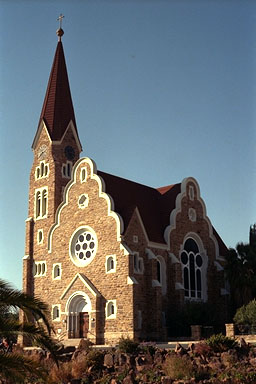
Kościół Chrystusa
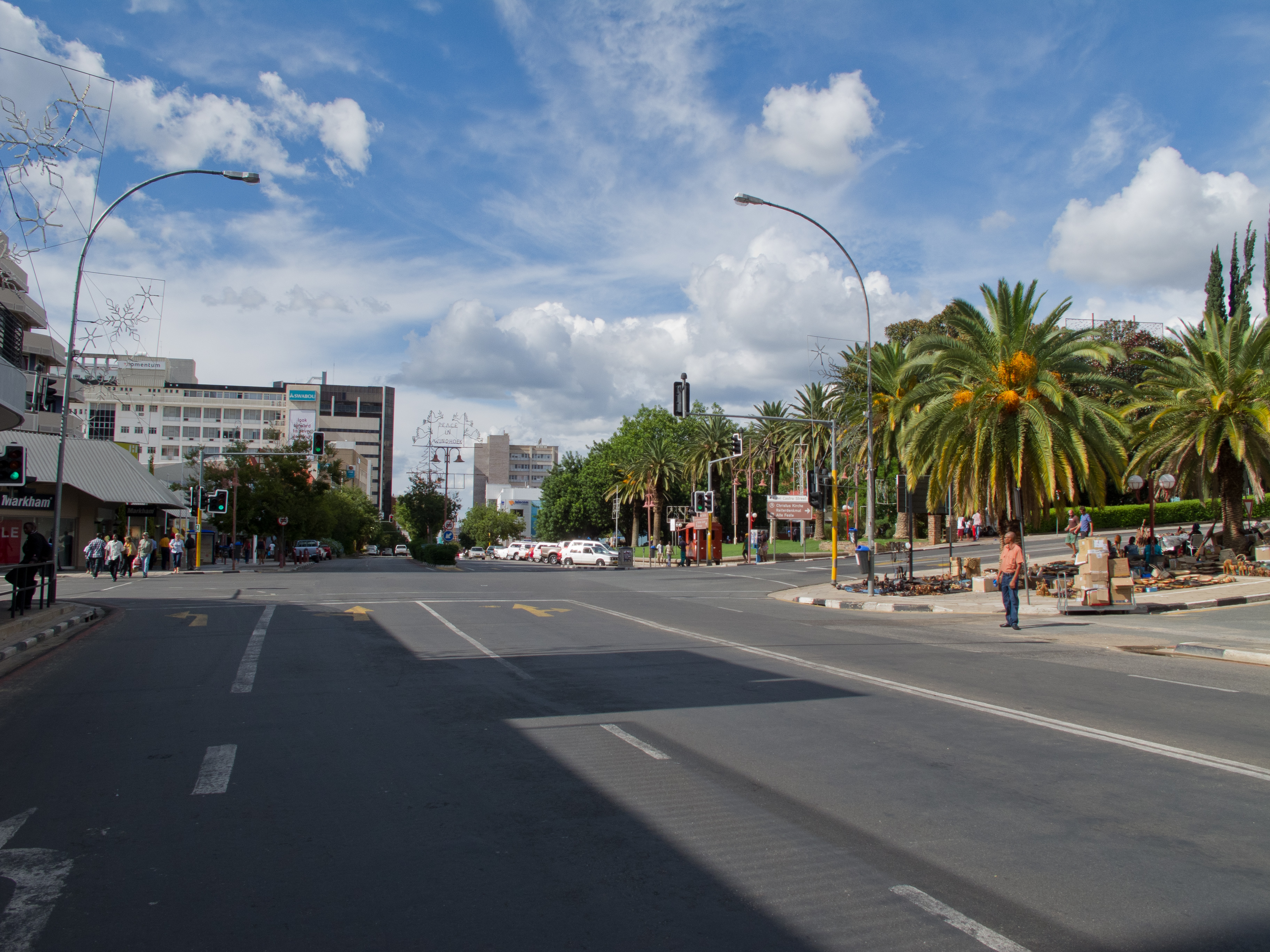
Aleja Niepodległości
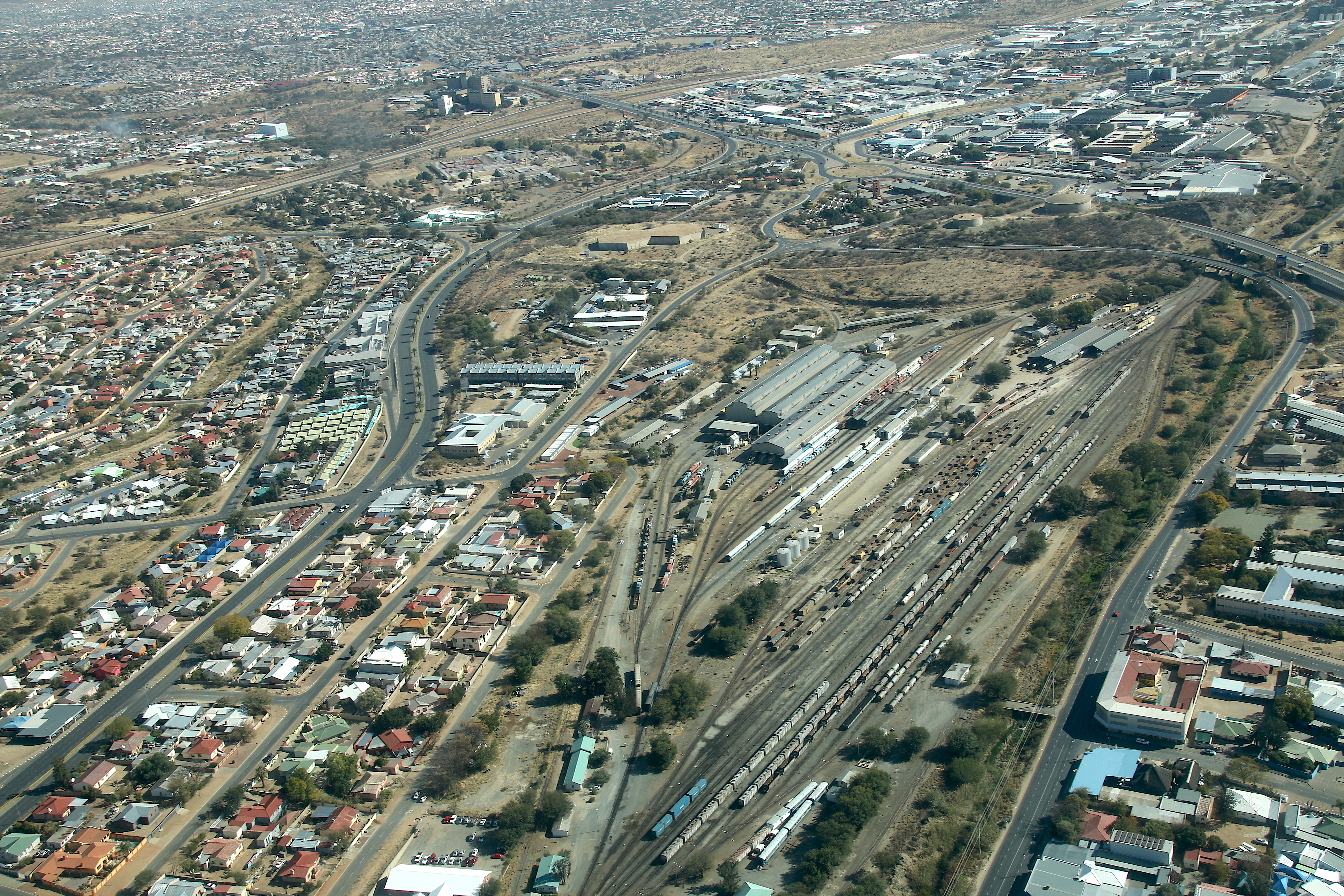
Panorama stacji towarowej

## Miasta partnerskie
- Johannesburg, Południowa Afryka
- Trossingen, Niemcy
- Berlin, Niemcy
- Hawana, Kuba
- Kingston, Jamajka
- Richmond, Stany Zjednoczone
- San Antonio, Stany Zjednoczone
- Szanghaj, Chiny
- Nankin, Chiny
- Suzhou, Chiny